# Capitol Heights
Capitol Heights es un pueblo ubicado en el condado de Prince George en el estado estadounidense de Maryland. En el Censo de 2010 tenía una población de 4.337 habitantes y una densidad poblacional de 2.090,54 personas por km².

## Geografía
Capitol Heights se encuentra ubicado en las coordenadas 38°52′37″N 76°54′27″O / 38.87694, -76.90750. Según la Oficina del Censo de los Estados Unidos, Capitol Heights tiene una superficie total de 2.07 km², de la cual 2.07 km² corresponden a tierra firme y (0.12%) 0 km² es agua.

## Demografía
Según el censo de 2010, había 4.337 personas residiendo en Capitol Heights. La densidad de población era de 2.090,54 hab./km². De los 4.337 habitantes, Capitol Heights estaba compuesto por el 3.32% blancos, el 91.26% eran afroamericanos, el 0.3% eran amerindios, el 0.12% eran asiáticos, el 0% eran isleños del Pacífico, el 3.11% eran de otras razas y el 1.89% pertenecían a dos o más razas. Del total de la población el 5.37% eran hispanos o latinos de cualquier raza.